# Бачу, Йон
Йон Бачу (рум. Ion Baciu, р.12 мая 1944) — румынский борец греко-римского стиля, призёр Олимпийских игр, чемпион мира.
Родился в 1944 году в коммуне Тунари в жудеце Илфов. Борьбой занялся в Бухаресте. В 1966 году занял 3-е место на чемпионате Европы и 5-е — на чемпионате мира. В 1967 году занял 12-е место на чемпионате Европы, но зато выиграл чемпионат мира. В 1968 году завоевал серебряную медаль Олимпийских игр в Мехико. На чемпионате мира 1969 года был 8-м. В 1970 году занял 2-е место на чемпионате Европы и 5-е — на чемпионате мира. В 1971 году занял 5-е место на чемпионате мира, и выиграл чемпионат вооружённых сил государств-участников Варшавского договора. В 1972 году занял 3-е место на чемпионате Европы, но на Олимпийских играх в Мюнхене был лишь 6-м.